# 大同集寧戦役
大同集寧戦役（だいどうしゅうねいせんえき）は第二次国共内戦のうち1946年7月から9月に行われたの一つの戦役である。

## 概要
1946年7月から9月の間に、聶栄臻と賀竜が晋察冀軍区と晋綏軍区の部隊を指揮して、山西省大同と綏遠省（現在の内蒙古自治区の一部）集寧地区で国民革命軍傅作義の部隊に対する攻城と援軍攻撃を行う作戦だった。しかし、聶栄臻の指揮が不適当だったため、人民解放軍は初期の作戦目標を達成できなかっただけでなく、直接的には辺区の中心張家口陥落を引き起こした。

## 経過
大同集寧戦役は解放軍により7月下旬にまず引き起こされた。7月20日、解放軍は大同攻略のため、応県の国民革命軍と激戦となり、終始攻略できなかった。8月、解放軍は大同を包囲攻撃した。傅作義の部隊は全力大同守備軍を増援した。9月、傅作義の第35軍は集寧に進攻し大同の包囲を解いた。この時集寧の国共両軍はこう着状態となり、大同もまた解放軍が遅々として攻略できなかったので、解放軍は撤退することとした。
解放軍の大同作戦が失敗したため、中国共産党の華北地区の中心都市張家口が危機に陥ることとなった。9月下旬、国民革命軍第36集団軍は解放軍主力が大同にあることに乗じ、張家口に進攻した。国民革命軍は奇襲作戦をとり、長城北側の荒蕪地帯から騎兵で突然興和、尚義に進攻した。解放軍はわずか1個連隊が張家口を守っていただけだったので、虚を突かれ防ぐことができなかった。
10月初め、ジョージ・マーシャルの要求に応じて、国民政府は第三次停戦令を下達したが、停戦令の期限はすぐに過ぎて、10月11日に国民革命軍は張家口を占領した。このことで、国共交渉は決裂に向かった。張家口が占領されたため中国共産党は重大な挫折をみることとなった。このため、中国共産党は重慶の「新華日報」や友党民盟の機関紙中で国民党の張家口占領を大量に報道し、和平を破壊した責任を追及した。この時、国民政府は一方的に国民大会を召集したため、中国共産党の強固な反対にあった。この時に国共の衝突回避を橋渡ししていた民主人士梁漱溟は政府の張家口占領報道を見て、後に「一覚醒来、和平已経死去。」（すぐに目覚めよ、和平はもう死んでしまった。）と述べた。